# Paddel
En paddel eller padleåre er et redskab der anvendes til at skubbe mod væsker, enten med formålet at udøve fremdrift og styre – eller at mikse noget sammen og benyttes med samme hensigt som en åre.
En paddel gearer mekanisk på to måder:
- vægtstangeffekt (støttepunktet ændrer sig dynamisk – og kan være til venstre, højre og mellem armene – afhængig af armenes bevægelser og hvor hænderne holder på padlen)
- Det at bladene for enderne har større areal i vandet end selve stangen (omvendt kileeffekt)

## Kano og kajak pagaj
Det danske ord pagaj stammer fra det nederlandske ord pagaai, som er en malaysisk kanolignede padle hjembragt af opdagelsesrejsende. Pagajen er en særlig form for åre, der benyttes når man ror kajak. I modsætning til en almindelig åre er der et blad i hver ende af pagajen, så ens tag bliver en kontinuerlig bevægelse, hvor man skiftevis tager et tag i den ene side og samtidig fører bladet frem til startposition på den anden side af kajakken.
På den oprindelige pagaj fra Grønland, som på grønlandsk hedder en paatit (dansk en grønlandsk åre) har bladene ikke nogen vinkel ( skivning ) i forhold til hinanden. Den grønlandske åre er i stærk fremgang blandt havkajakroere på grund af dens lette gang i vandet. På almindelige "Euroblade" og Wingpagajer sidder de to blade ofte i en vinkel, og en pagaj kan således være enten højre- eller venstredrejet. Det betyder at roeren skal rotere pagajen med den ene hånd og lade den rotere i den anden. På højreskivede pagajer holder man således konstant fast med højre hånd og lader den rotere i venstre. Det modsatte gør sig gældende for venstreskivede pagajer. I løbet af de seneste år er både Euro og Wingpagajer blevet brugt uden skivning da det er mere skånsomt for håndled og generelt medfører mindre antal skader.
Omkring år 1990 begyndte man at producere pagajer i kul/glasfiber og fik dermed mange flere muligheder, end da pagajen var lavet i rent træ eller med aluminiumsskæfte og træblade.
Wingpagajens virkemåde er en smule anderledes en andre pagajer. "Wing" er det engelske ord for vinge, og pagajen virker på samme måde som en vinge. Pagajens gang gennem vandet skaber et sug på forsiden ( oversiden ) som gør at pagajen mister mindre fremdrift end andre pagajer.
Pagajer er typisk lavet af glasfiber, kulfiber, aluminium eller træ.